# Албена Върбанова
Албена Симеонова Върбанова е българска еколожка, земеделски производител и политик от партия „Зелено движение“, член е на Националния съвет на партията. Народен представител от коалиция „Демократична България“ в XLV, XLVI и XLVIII народно събрание. Тя е председател е на най-голямата в България браншова организация на биоземеделци – „Биопродукти“, предприемач в сферата на биологичното земеделие, потомствен лозар и дългогодишен производител на вино. Албена Върбанова е сред крупните винопроизводители в Дунавския регион на България, като притежава 290 дка лозя в землището на село Любеново, Никополско.

## Биография
Албена Върбанова е родена на 27 юни 1964 г. в град Перник, Народна република България. Завършва специалност „Биология и химия“ в СУ „Св. Климент Охридски“. По-късно специализира агроекология и управление на околната среда в САЩ. През 2002 г. се премества да живее в град Никопол, България.
Албена Върбанова, или още позната, като Албена Симеонова участва в XLV, XLVI и настоящето XLVIII народно събрание, избрана от 8 многомандатен избирателен рарайон Добрич, като водач на листата на Демократична България. 
На 15 януари над 60 доброволци взеха участие в почистване на местността „Болата“ край каварненското село Българево. Организатори на акцията са екоактивистът Светослав Балтийски и народният представител от 8-и многомандатен избирателен район – Добрич Албена Симеонова. Сред включилите се в акцията са заместник-министърът на околната среда и водите инж. Петър Димитров и служители на Басейнова дирекция „Черноморски район“. 

## Критики и противоречия
През 2017 г. е уличена от Еврослужбата за борба с измамите, белгийската и българската прокуратура в измама с евросредства за 9 млн. лева.
През 2023 година Албена Върбанова бе замесена в случая с издирвания за тероризъм от Интерпол британец, който беше открит в село Любеново  - след разследване на ДАНС и МВР се установи, че депутатката не е замесена, а темата се политизира.